# Eustrotia extranea
Eustrotia extranea là một loài bướm đêm trong họ Noctuidae.